# Europees kampioenschap voetbal onder 19 - 2004
Het Europees kampioenschap voetbal mannen onder 19 werd gehouden in 2004 in Zwitserland. Er werd gespeeld vanaf 13 tot en met 24 juli 2004. Spelers die na 1 januari 1985 geboren waren mochten meedoen. Het toernooi werd voor de derde keer gewonnen door Spanje.
Dit toernooi bood ook de mogelijkheid tot kwalificatie voor het wereldkampioenschap onder 20 in 2005 in Nederland. Naast gastland Nederland kwalificeerden de nummers één, twee en drie van de twee groepen zich voor dit toernooi. De landen waren Spanje, Zwitserland, Turkije, Oekraïne, Italië en Duitsland.

## Gekwalificeerde landen
| # | Land        | Gekwalificeerd als          | Beste prestatie   |
| - | ----------- | --------------------------- | ----------------- |
| 1 | Zwitserland | Gastland                    | Debuut            |
| 2 | Spanje      | Eliteronde: Winnaar groep 1 | Kampioen (2002)   |
| 3 | Italië      | Eliteronde: Winnaar groep 2 | Kampioen (2003)   |
| 4 | Duitsland   | Eliteronde: Winnaar groep 3 | Tweede (2002)     |
| 5 | Oekraïne    | Eliteronde: Winnaar groep 4 | Debuut            |
| 6 | Turkije     | Eliteronde: Winnaar groep 5 | Debuut            |
| 7 | Polen       | Eliteronde: Winnaar groep 6 | Debuut            |
| 8 | België      | Eliteronde: Winnaar groep 7 | Groepsfase (2002) |

## Stadions
| Kriens                                              | · Kriens Aarau Fribourg Lausanne Nyon |
| Stadion Kleinfeld Capaciteit: 5.360                 | · Kriens Aarau Fribourg Lausanne Nyon |
| Aarau                                               | · Kriens Aarau Fribourg Lausanne Nyon |
| Stadion Brügglifeld Capaciteit: 9.249               | · Kriens Aarau Fribourg Lausanne Nyon |
| Fribourg                                            | · Kriens Aarau Fribourg Lausanne Nyon |
| Stade Universitaire Saint-Léonard Capaciteit: 9.000 | · Kriens Aarau Fribourg Lausanne Nyon |
| Lausanne                                            | · Kriens Aarau Fribourg Lausanne Nyon |
| Juan-Antonio Samaranchstadion Capaciteit: 3.000     | · Kriens Aarau Fribourg Lausanne Nyon |
| Nyon                                                | · Kriens Aarau Fribourg Lausanne Nyon |
| Centre Sportif de Colovray Nyon Capaciteit: 7.200   | · Kriens Aarau Fribourg Lausanne Nyon |

## Groepsfase

### Groep A
| Pos. | Team        | AW | W | G | V | DV | DT | +/- | Pnt |
| ---- | ----------- | -- | - | - | - | -- | -- | --- | --- |
| 1    | Zwitserland | 3  | 1 | 2 | 0 | 3  | 1  | +2  | 5   |
| 2    | Oekraïne    | 3  | 1 | 2 | 0 | 1  | 0  | +1  | 5   |
| 3    | Italië      | 3  | 1 | 1 | 1 | 5  | 2  | +3  | 4   |
| 4    | België      | 3  | 0 | 1 | 2 | 0  | 6  | –6  | 1   |

|                          |        |     |          |                                                                  |
| 13 juli 2004 19:00 (CET) | België | 0–0 | Oekraïne | Stadion Kleinfeld, Kriens Scheidsrechter: Douglas McDonald (SCO) |
| 13 juli 2004 19:00 (CET) |        |     |          | Stadion Kleinfeld, Kriens Scheidsrechter: Douglas McDonald (SCO) |

|                          |             |     |             |                                                                |
| 13 juli 2004 19:00 (CET) | Zwitserland | 1–1 | Italië      | Stadion Brügglifeld, Aarau Scheidsrechter: Pedro Proença (POR) |
| 13 juli 2004 19:00 (CET) | Salatić 72' |     | 45' Alberti | Stadion Brügglifeld, Aarau Scheidsrechter: Pedro Proença (POR) |

|                          |        |              |          |                                                               |
| 15 juli 2004 19:00 (CET) | Italië | 0–1          | Oekraïne | Stadion Kleinfeld, Kriens Scheidsrechter: Gerald Lehner (AUT) |
| 15 juli 2004 19:00 (CET) |        | 61' Milevsky |          | Stadion Kleinfeld, Kriens Scheidsrechter: Gerald Lehner (AUT) |

|                          |                      |     |        |                                                                    |
| 15 juli 2004 20:00 (CET) | Zwitserland          | 2–0 | België | Stadion Brügglifeld, Aarau Scheidsrechter: Levan Paniashvili (GEO) |
| 15 juli 2004 20:00 (CET) | Antić 38' Bühler 78' |     |        | Stadion Brügglifeld, Aarau Scheidsrechter: Levan Paniashvili (GEO) |

|                          |          |     |             |                                                             |
| 18 juli 2004 20:00 (CET) | Oekraïne | 0–0 | Zwitserland | Stadion Kleinfeld, Kriens Scheidsrechter: Zsolt Szabó (HUN) |
| 18 juli 2004 20:00 (CET) |          |     |             | Stadion Kleinfeld, Kriens Scheidsrechter: Zsolt Szabó (HUN) |

|                          |                                               |     |        |                                                             |
| 18 juli 2004 20:00 (CET) | Italië                                        | 4–0 | België | Stadion Brügglifeld, Aarau Scheidsrechter: Alon Yefet (ISR) |
| 18 juli 2004 20:00 (CET) | Alberti 28', 50' Montolivo 48' Sorrentino 84' |     |        | Stadion Brügglifeld, Aarau Scheidsrechter: Alon Yefet (ISR) |

### Groep B
| Pos. | Team      | AW | W | G | V | DV | DT | +/- | Pnt |
| ---- | --------- | -- | - | - | - | -- | -- | --- | --- |
| 1    | Spanje    | 3  | 3 | 0 | 0 | 10 | 3  | +7  | 9   |
| 2    | Turkije   | 3  | 1 | 1 | 1 | 7  | 7  | 0   | 4   |
| 3    | Duitsland | 3  | 1 | 1 | 1 | 4  | 5  | –1  | 4   |
| 4    | Polen     | 3  | 0 | 0 | 3 | 5  | 11 | –6  | 0   |

|                          |           |                                    |        |                                                                               |
| 13 juli 2004 18:00 (CET) | Duitsland | 0–3                                | Spanje | Stade Universitaire Saint-Léonard, Fribourg Scheidsrechter: Zsolt Szabó (HUN) |
| 13 juli 2004 18:00 (CET) |           | 51' Víctor 73' Gavilán 88' Soldado |        | Stade Universitaire Saint-Léonard, Fribourg Scheidsrechter: Zsolt Szabó (HUN) |

|                          |                              |     |                                  |                                                                          |
| 13 juli 2004 19:00 (CET) | Polen                        | 3–4 | Turkije                          | Juan-Antonio Samaranchstadion, Lausanne Scheidsrechter: Alon Yefet (ISR) |
| 13 juli 2004 19:00 (CET) | Piszczek 43', 88' Madera 75' |     | 26', 68', 83' A. Öztürk 42' Adın | Juan-Antonio Samaranchstadion, Lausanne Scheidsrechter: Alon Yefet (ISR) |

|                          |                                  |     |             |                                                                                 |
| 15 juli 2004 18:00 (CET) | Duitsland                        | 3–1 | Polen       | Stade Universitaire Saint-Léonard, Fribourg Scheidsrechter: Pedro Proença (POR) |
| 15 juli 2004 18:00 (CET) | Gómez 18' Dejagah 76' Thomik 87' |     | 8' Piszczek | Stade Universitaire Saint-Léonard, Fribourg Scheidsrechter: Pedro Proença (POR) |

|                          |                                     |     |                               |                                                                                |
| 15 juli 2004 19:00 (CET) | Spanje                              | 3–2 | Turkije                       | Juan-Antonio Samaranchstadion, Lausanne Scheidsrechter: Douglas McDonald (SCO) |
| 15 juli 2004 19:00 (CET) | Juanfran 8' Silva 13' Robusté 90+3' |     | 45' (pen.) A. Öztürk 87' Aksu | Juan-Antonio Samaranchstadion, Lausanne Scheidsrechter: Douglas McDonald (SCO) |

|                          |          |     |               |                                                                                     |
| 18 juli 2004 19:00 (CET) | Turkije  | 1–1 | Duitsland     | Stade Universitaire Saint-Léonard, Fribourg Scheidsrechter: Levan Paniashvili (GEO) |
| 18 juli 2004 19:00 (CET) | Adın 90' |     | 90+1' Dejagah | Stade Universitaire Saint-Léonard, Fribourg Scheidsrechter: Levan Paniashvili (GEO) |

|                          |                                               |     |              |                                                                             |
| 18 juli 2004 18:00 (CET) | Spanje                                        | 4–1 | Polen        | Juan-Antonio Samaranchstadion, Lausanne Scheidsrechter: Gerald Lehner (AUT) |
| 18 juli 2004 18:00 (CET) | Valero 10' Víctor 14' Gavilán 62' Soldado 84' |     | 47' Piszczek | Juan-Antonio Samaranchstadion, Lausanne Scheidsrechter: Gerald Lehner (AUT) |

## Knock-outfase
|  | halve finale       | halve finale       |  |         | finale         | finale         |
|  |                    |                    |  |         |                |                |
|  | 21 juli – Fribourg |                    |  |         |                |                |
|  | Spanje             | 2 (4)              |  |         |                |                |
|  | Oekraïne           | 2 (1)              |  |         | 24 juli – Nyon | 24 juli – Nyon |
|  |                    |                    |  |         | Spanje         | 1              |
|  | 21 juli – Lausanne | 21 juli – Lausanne |  | Turkije | 0              |                |
|  | Zwitserland        | 2                  |  |         |                |                |
|  | Turkije            | 3                  |  |         |                |                |

### Halve finale
|                          |                      |            |                               |                                                                                 |
| 21 juli 2004 18:00 (CET) | Zwitserland          | 2–3 (n.v.) | Turkije                       | Stade Universitaire Saint-Léonard, Fribourg Scheidsrechter: Gerald Lehner (AUT) |
| 21 juli 2004 18:00 (CET) | Antić 56' Dugić 109' |            | 58', 95' S. Öztürk 107' Kerim | Stade Universitaire Saint-Léonard, Fribourg Scheidsrechter: Gerald Lehner (AUT) |

|                          |                               |            |                                |                                                                           |
| 21 juli 2004 18:00 (CET) | Spanje                        | 2–2 (n.v.) | Oekraïne                       | Juan-Antonio Samaranchstadion, Lausanne Scheidsrechter: Zsolt Szabó (HUN) |
| 21 juli 2004 18:00 (CET) | Víctor 12' Soldado 94'        |            | 66' Aliyev 112' Yatsenko       | Juan-Antonio Samaranchstadion, Lausanne Scheidsrechter: Zsolt Szabó (HUN) |
| 21 juli 2004 18:00 (CET) | Strafschoppen                 |            |                                | Juan-Antonio Samaranchstadion, Lausanne Scheidsrechter: Zsolt Szabó (HUN) |
| 21 juli 2004 18:00 (CET) | Silva Soldado Ramos De la Red | 4–1        | Chygrynskiy Kravchenko Vorobey | Juan-Antonio Samaranchstadion, Lausanne Scheidsrechter: Zsolt Szabó (HUN) |

### Finale
|                          |         |              |        |                                                                           |
| 24 juli 2004 18:00 (CET) | Turkije | 0–1          | Spanje | Centre Sportif de Colovray Nyon, Nyon Scheidsrechter: Pedro Proença (POR) |
| 24 juli 2004 18:00 (CET) |         | 90+2' Valero |        | Centre Sportif de Colovray Nyon, Nyon Scheidsrechter: Pedro Proença (POR) |